# Jaskinia Jaszczurowska Wyżnia
Jaskinia Jaszczurowska Wyżnia – jaskinia w Dolinie Olczyskiej w Tatrach Zachodnich. Ma dwa otwory wejściowe położone na południe od kapliczki w Jaszczurówce, na wysokości 951 metrów n.p.m. Długość jaskini wynosi 18 metrów, a jej deniwelacja około 4,5 metrów.

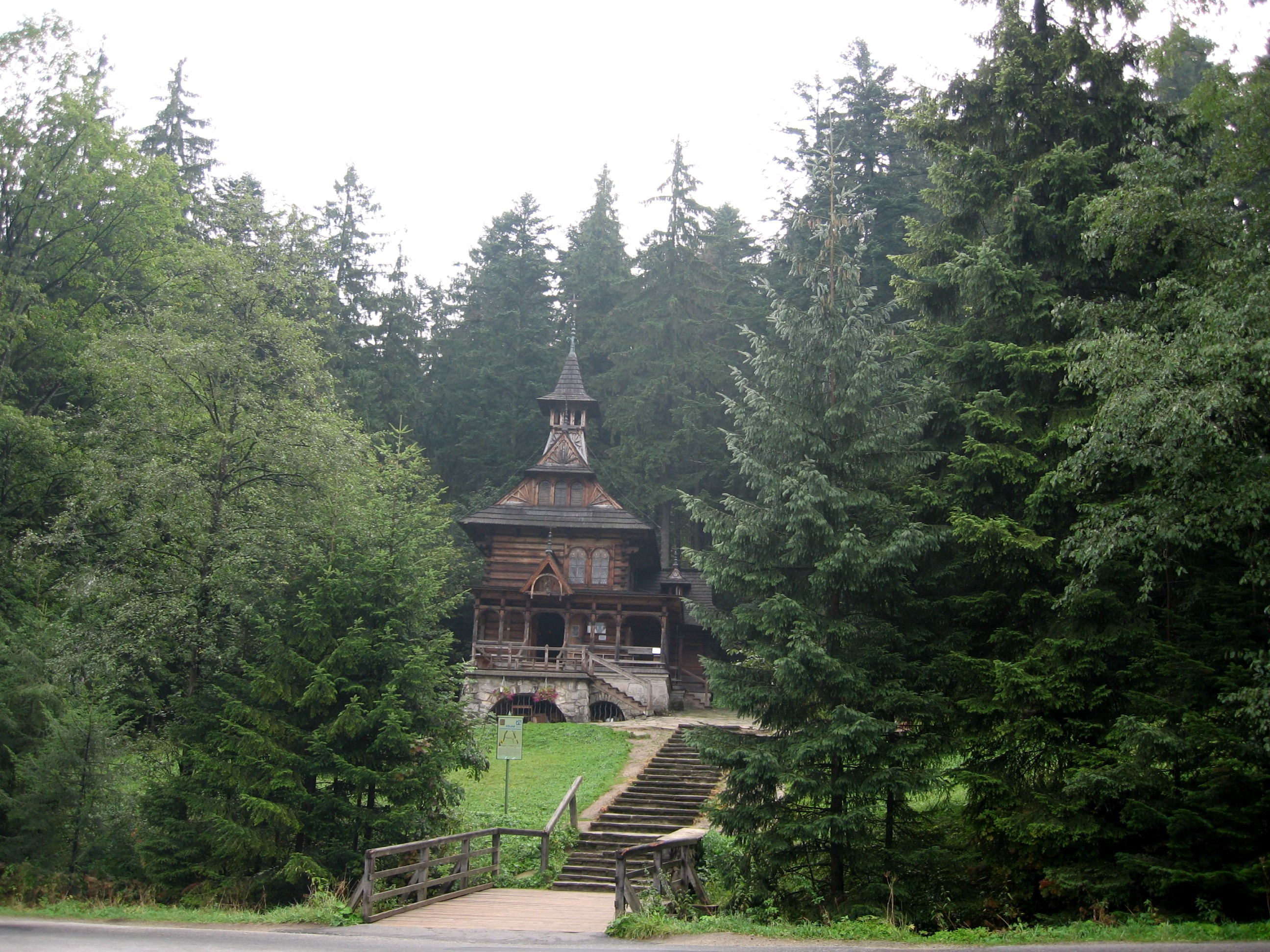
Kaplica w Jaszczurówce

## Opis jaskini
Jaskinia ma dwa otwory prowadzące do studzienek. Z otworu północnego wchodzi się do 2-metrowej studzienki, z otworu południowego do 3,3-metrowej. Z dna 2-metrowej studzienki odchodzi krótki, 3-metrowy korytarz zakończony namuliskiem, natomiast z dna 3,3-metrowej studzienki 6,5-metrowy korytarz kończący się 2-metrowym kominem. Na dnie studzienek znajduje się przełaz łączący je ze sobą.

## Przyroda
W jaskini można spotkać nacieki grzybkowe. Ściany są mokre. Roślinność występuje tylko przy otworach.

## Historia odkryć
Jaskinię odkryli latem 1958 roku J. Głazek i Z. Wójcik.